# Anton Hansen
Anton Hansen, född 1891, död 1960, var en dansk tecknare.
Hansen framsträdde som illustratör i Ekstra Bladet i Köpenhamn, Oslo Arbeiderblad, den danska Social-Demokraten med flera tidningar, och har även illustrerat åtskilliga böcker.